# Teon
Das Teon war ein Längenmaß in Birma. Das Teon war die königliche Elle und wurde als Leitmaß für andere Längenmaße, wie Thit (Fingerbreite), Mehk (Handbreite), Thwch (Spanne) und Teh, genutzt.
- 1 Teon = 2 Thwchs (Spanne) = 3 Mehks (Handbreite) = 49,1 Zoll (engl.)= 215,957 Pariser Linien = 0,48513 Meter
- 4 Teons = 1 Länn/Lan (Klafter oder Faden) = 1,9405 Meter
- 7 Teons = 1 Teh/Ta/Bambus = 3,3959 Meter